# František Skrejšovský
František Skrejšovský, křtěný František (1. srpna 1837 Libišany – 21. července 1902 Vsetín) byl český právník, podnikatel, novinář a politik.

## Biografie
Jeho bratr Jan Stanislav Skrejšovský (1831–1883) byl známým staročeským politikem a redaktorem. Manželka Kateřina Skrejšovská-Uhlířová (1836–1912) se proslavila jako malířka.
František Skrejšovský studoval právo na Karlo-Ferdinandově univerzitě v Praze. V roce 1844 získal titul doktora práv. Od roku 1865 byl majitelem tiskárny v Praze. Roku 1867 založil a následně vydával Světozor jako reprezentativní český obrázkový časopis. Od roku 1872 s ním vycházela i módní příloha Bazar, jejíž vydávání ovšem skončilo z finančních důvodů roku 1875. Spolu s bratrem se podílel na vydávání listu Politik, ale projekt mu přinesl velkou finanční ztrátu. Patřil mu dům s tiskárnou v Krakovské ulici a kromě vydavatelských aktivit byl i majitelem velkoobchodu s dřívím v Podskalí a podniku na výrobu parket.
Byl rovněž politicky činný v Národní (staročeské) straně. V letech 1874–1876 působil jako poslanec Českého zemského sněmu. V prvních přímých volbách do Říšské rady roku 1873 získal i mandát v Říšské radě (celostátní zákonodárný sbor), kde reprezentoval kurii venkovských obcí, obvod Hradec Králové, Jaroměř, Nové Město atd. V souladu s tehdejší českou opoziční politikou pasivní rezistence ale mandát nepřevzal a do sněmovny se nedostavil, čímž byl jeho mandát prohlášen za zaniklý.
V letech 1886–1889 vydával rusofilský časopis Východ (roku 1888 dokonce sám konvertoval k pravoslaví). V 90. letech 19. století se stáhl z veřejného života a působil jako notář ve Vsetíně.